# Sersheim
Sersheim är en kommun och ort i Landkreis Ludwigsburg i regionen Stuttgart i Regierungsbezirk Stuttgart i förbundslandet Baden-Württemberg i Tyskland.
Kommunen ingår i kommunalförbundet Vaihingen an der Enz tillsammans med städerna Vaihingen an der Enz och Oberriexingen och kommunen Eberdingen.